# Балабина, Анастасия Ивановна
Анастасия Ивановна Балабина (16 октября 1909 — 13 декабря 1985) — передовик советского сельского хозяйства, бригадир колхоза «Россия» Кашинского района Калининской области, Герой Социалистического Труда (1966).

## Биография
Родилась в 1909 году в деревне Эскино, ныне Кашинского района Тверской области в русской крестьянской семье.
С детского возраста работала в сельском хозяйстве. С началом Великой Отечественной войны, сменила мужа, который ушёл на фронт, и стала трудиться бригадиром Чириковской комплексной бригады колхоза «Россия».
Сумела добиться правильного подхода к работе использовала в труде агропромышленные технологии. Бригада по урожайности занимала всегда первые места в районе. В 1965 году каждый гектар засеянного льна дал 1375 рублей дохода. Постоянно принимала участие в выставке достижений народного хозяйства, была удостоена золотой медалью.
Указом Президиума Верховного Совета СССР от 30 апреля 1966 года за получение высоких результатов в сельском хозяйстве и рекордные показатели в уборке урожая льна Анастасии Ивановне Балабиной было присвоено звание Героя Социалистического Труда с вручением ордена Ленина и медали «Серп и Молот».
Позже продолжала трудиться в колхозе. Избиралась депутатом Кашинского районного совета.
Проживала в Кашинском районе. Умерла 13 декабря 1985 года.

## Награды
За трудовые успехи была удостоена:
- золотая звезда «Серп и Молот» (30.04.1966)
- орден Ленина (30.04.1966)
- другие медали.